# Harpiocephalus harpia
Harpiocephalus harpia — вид ссавців родини лиликових. 

## Проживання, поведінка
Країна поширення: Китай, Індія, Індонезія, Лаос, Філіппіни, Тайвань, Таїланд, В'єтнам. Записаний від 475 до 750 м над рівнем моря. Зустрічається в гірських та пагорбових лісах і долинах з високими деревами, в безпосередній близькості від води. Живиться жуками. 

## Загрози та охорона
Вид знаходиться під загрозою через втрати середовища проживання, в основному за рахунок комерційних рубок та перетворення земель у землі сільськогосподарського використання. Немає жодних заходів щодо збереження виду і вид не був записаний з будь-яких охоронних територій. 